# Страхопудъ
«Страхопудъ» — ілюстрований сатирично—гумористичний часопис москвофільського напряму.
Перше число «Страхопуда» вийшло у Відні 28 березня 1863 року за редакцією Йосипа Ливчака. Виходив як двотижневик, але неперіодично та з перервами у Відні з 1863 до 1868 року З 1872 до 1913 року видавася у Львові як сатирично-політична газета. Друкувався «язичієм»
«Страхопуд» видавав додатки: «Словянская зоря», «Бесѣда» й інші. 
У різні часи його редагували Йосип Лівчак, Володимир Стебельський, Осип Мончаловський.